# Famille Picard
La famille Picard, d'origine luxembourgeoise s'est fait connaître à Bruxelles dès le XIXe siècle par plusieurs juristes.
À cette famille appartiennent :
- David Picard, professeur de droit à l'ULB.
- Edmond Picard, homme de lettres et juriste.
- Marie Depage-Picard, infirmière durant la première guerre mondiale, décédée sur le RMS Lusitania, nièce d'Edmond Picard.